# Localisation mobile avancée
La localisation mobile avancée (ou AML, pour Advanced Mobile Location, en anglais) est un service de géolocalisation d'urgence disponible sur les smartphones. Lorsqu'un appelant compose le numéro d'appel d'urgence, il envoie aux services de secours, automatiquement et sans action supplémentaire de sa part, toutes les informations de géolocalisation dont il dispose. L'utilisation de ce service améliore le temps nécessaire à la localisation des appelants et réduit le délai de l'intervention d'urgence.
Le service de localisation mobile avancée a été normalisé par le sous-comité des télécommunications d'urgence (EMTEL) de l'Institut européen des normes de télécommunications (ETSI) en 2016 dans le rapport technique EMTEL-00035.
Cette technologie est intégrée dans près de 90 % des smartphones vendus en Europe.
Les États membres de l'Union européenne se sont entendus pour que ce système soit mis en place au plus tard en décembre 2020.
Le rapport d'un cabinet indépendant estime que cette mesure permettrait de sauver 7 500 vies et de réaliser une économie de 95 milliards d'euros à l'échelle européenne sur une période de 10 ans. Il y aurait ainsi moins d'interventions de secours, moins d'hélicoptères mobilisés, moins d'équipes de recherches réquisitionnés et des interventions moins longues.

## Histoire
La localisation mobile avancée a été développée au Royaume-Uni par British Telecom, EE Limited et HTC pour répondre au problème de la localisation de l'appelant en cas d'urgence. Lorsqu'une personne en détresse appelle les services d'urgence avec un smartphone où la localisation mobile avancée est activée, le téléphone active automatiquement son service de localisation pour établir sa position et envoie cette information aux services d'urgence via un SMS. Les services utilisent soit un système global de navigation par satellite, soit le WiFi, en fonction de celui qui est le meilleur au moment donné. Il a été estimé que cette technique est jusqu'à 4000 fois plus précise que le système précédemment utilisé. La localisation mobile avancée est mise en œuvre au Royaume-Uni par un nombre croissant de fabricants de smartphones et d'opérateurs de réseaux mobiles : les réseaux mobiles BT, EE, O2 et Three, les téléphones de marque Apple (depuis iOS 11.3,,), Google (d'abord au sein Android 2.3, puis en s'appuyant sur Google Play Services dans Android 4), HTC, Sony, Alcatel et Samsung, etc..

## Implémentations
La localisation mobile avancée est déployée début 2019 dans quinze pays : Autriche, Belgique, Estonie, Finlande, Islande, Irlande, Lituanie, Moldavie, Pays - Bas, Nouvelle-Zélande, Norvège, Slovénie, Émirats arabes unis, Royaume-Uni et États-Unis, mais pas encore en Italie.
Pour la France, une  phase d’expérimentation a eu lieu du 27 novembre 2019 au 6 avril 2020, pour les départements du Nord, du Morbihan, du Var et des Alpes-Maritimes. La mise en service expérimentale a été étendue depuis le lundi 6 avril 2020 à 9h00 en France métropolitaine, aux numéros 18 et 112, pour les terminaux fonctionnant sous Android.
Plusieurs pays d'Europe testent actuellement la localisation mobile avancée dans le but de la déployer d'ici avril 2020. En outre, le code européen des communications électroniques stipule que tous les États de l'Union doivent mettre en œuvre la localisation mobile avancée d'ici décembre 2020,.

## Fonctionnalités
La localisation mobile avancée allume automatiquement la connexion Wi-Fi et les services de localisation du combiné, collecte et calcule les données de localisation, puis envoie un SMS pour les services d'urgence contenant l'emplacement de l'appelant, avant d'éteindre les services de localisation et la connexion Wi-Fi, ceci pour économiser l'énergie dont dispose le téléphone.
Le service peut également envoyer les données via une demande HTTPS POST au point de terminaison spécifié. Un pays mettant en œuvre la localisation mobile avancée choisira d'utiliser un terminal SMS, un terminal HTTPS, ou les deux.